# 풀리 (개)

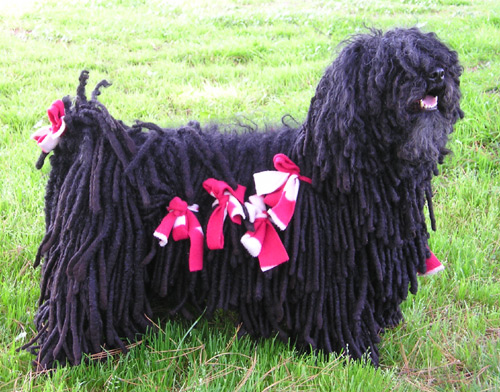
풀리

풀리(puli)는 헝가리 원산으로 마자르족이 헝가리로 이주했을 때 데리고 온 것으로 여겨진다. 헝가리 경찰견으로 이용되며 미국·영국 등지에서도 사랑받고 있다. 모포 같은 북슬북슬한 털이 풀리의 최대 특징으로 악천후에도 강한 이중털이다. 털빛은 검은색과 회색이다. 성격은 유순하고 집중력이 강하여 경찰견이나 집 지키는 개로 알맞다.